# Amsterdams børs
Amsterdamse beurs (dansk: Amsterdamske børs) er det tidligere navn på børsen i Amsterdam. Den fusionerede den 22. september 2000 med Bruxelles' børs og Paris' børs for at danne Euronext, og kendes nu også under navnet Euronext Amsterdam.

## Historie
Amsterdam børs anses for at være den ældste i verden. Den blev etableret i 1602 af det the Hollandske Ostindiske kompagni (Verenigde Oostindische Compagnie eller "VOC") for handel med dets skrevne aktier og obligationer. Den blev senere omdøbt til Amsterdam Bourse og var den første til formelt at handle i værdipapirer.
European Option Exchange (EOE) blev grundlagt i 1978 i Amsterdam til handel med futures og optioner. I 1983 begyndte børsindeks EOE index, der bestod af de 25 største selskaber der blev handlet på børsen. I 1997 fusionerede Amsterdam børs med EOE og indekset blev omdøbt til AEX, for "Amsterdam EXchange". Det administreres nu af Euronext Amsterdam.
Børsbygningen er Beurs van Berlage langs Damrak med adresse Beursplein 5.